# Onyekachi Apam

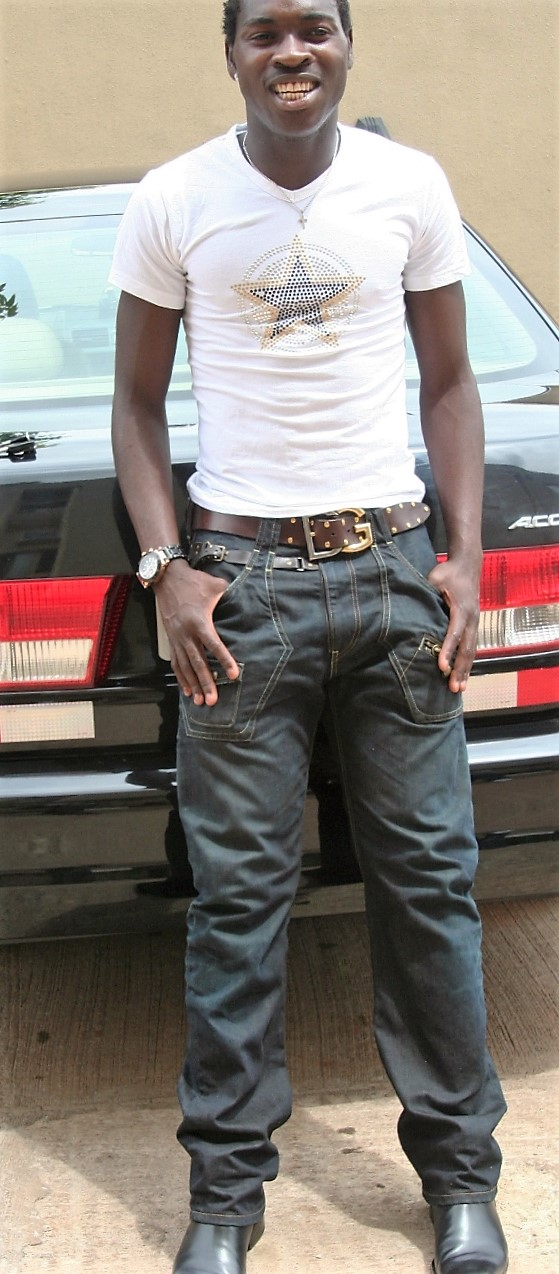
Nigerianischer Fußballspieler Apam Onyekachi

Onyekachi Apam (* 30. Dezember 1986 in Aba) ist ein nigerianischer ehemaliger Fußballspieler, der meist in Frankreich spielte.

## Vereinskarriere
Onyekachi Apam spielte in seiner Jugend für die Rangers International, einen der bekanntesten Vereine seines Heimatlandes Nigeria. Anfang 2006 wechselte er zunächst auf Leihbasis nach Europa zum französischen Ligue-1-Verein OGC Nizza. Zur Saison 2007/08 verpflichteten die Franzosen den Abwehrspieler endgültig. Im Juli 2010 wechselte der Abwehrspieler zum Ligakonkurrenten Stade Rennes und folgte damit Frédéric Antonetti, der ihn bei Nizza zum Stammspieler gemacht hatte. Erst eineinhalb Jahre später konnte der lange Zeit wegen einer Knieverletzung ausfallende Apam für seinen neuen Verein debütieren. Bis zum Saisonende bildete er zusammen mit Jean-Armel Kana-Biyik im Regelfall das Innenverteidigerduo und löste damit den bis dahin gesetzten Kader Mangane ab.

## Nationalmannschaft
Im Jahr 2008 absolvierte er im Alter von 21 Jahren sein erstes Länderspiel für die nigerianische Fußballnationalmannschaft bei der Fußball-Afrikameisterschaft. Weiterhin gehörte er zum Kader seines Landes bei den Olympischen Sommerspielen 2008. Dort gewann er mit Nigeria die Silbermedaille. Bei der Fußball-Afrikameisterschaft 2010 in Angola scheiterte Apam mit seiner Mannschaft im Halbfinale an Ghana.

## Erfolge
- Silbermedaille bei den Olympischen Sommerspielen: 2008